# Alan W. Meerow
Alan W. Meerow ( Nueva York, 1952) es un botánico, y horticultor estadounidense, especializado en la taxonomía de la familia de las amarilidáceas.
Estudió en el "Bronx High School of Science" y luego en la Universidad de Nueva York durante un año. Abandonó la carrera de Literatura y de Filosofía y se mudó a Santa Cruz, California, a los 19 años. Luego de vivir en una granja durante 4 años decidió empezar nuevamente sus estudios en Botánica y Horticultura en la Universidad de California en Davis.
Inicialmente su interés en la botánica se centró en los árboles, trabajando durante 3 años en el Arboretum de la Universidad. Se graduó en diciembre de 1978 y continuó sus estudio de posgrado en la Universidad de Florida. Desarrolló su tesis de maestría en la taxonomía del género Eucharis, la cual presentó en 1983. Continuó con el mismo tema en su tesis doctoral que defendió en 1986.
A partir de esos trabajos iniciales, el Dr. Meerow desarrolló una impresionante cantidad de investigaciones en torno a la filogenia y taxonomía de las Amarilidáceas. Además, se desempeña como fitomejorador de Hippeastrum y otras especies ornamentales en el Servicio de Agricultura de los Estados Unidos. En 1998 la "International Bulb Association" le concedió la Medalla Herbert en reconocimiento a sus contribuciones en el conocimiento de las plantas bulbosas.
En 2008 trabaja en la Unidad de Genética Vegetal del Departamento de Agricultura de los Estados Unidos (USDA), con sede en Miami, en la conservación, caracterización, y mejoramiento genético de especies ornamentales subtropicales y tropicales.

## Algunas publicaciones
- Salas-Leiva, D., Meerow, A.W., Francisco-Ortega, J., Calonje, M., Griffith, P.M., Stevenson, D.W., Nakamura, K. 2014. Conserved genetic regions across angiosperms as tools to develop single-copy nuclear markers in gymnosperms: an example using cycads. Molecular Ecology Res. 14:831-845

- Kuhn, D; Motamayor, J; Meerow, A; Borrone, J; Schnell, R. 2008. SSCP markers provide a useful alternative to microsatellites in genotyping and estimating genetic diversity in populations and germplasm collections of plant specialty crops. Electrophoresis[2]

- Meerow, A. W. 1992. Betrock's Guide to Landscape Palms. Betrock Information Systems, Cooper City, FL, 156 pp.

- Broschat, T. K., A. W. Meerow. 1991. Betrock's Reference Guide to Florida Landscape Plants. Betrock Information Systems, Cooper City, FL, 429 pp.

- Meerow, A. W. 1995. Towards a phylogeny of the Amaryllidaceae pp. 169-179 in P. J. Rudall, P. J. Cribb, D. F. Cutler and C. J. Humphries (eds.), Monocotyledons: Systematics and Evolution, vol. 2. Royal Botanic Gardens, Kew

- Meerow, A. W. Breeding Amaryllis in D. and P. Callaway (eds.), Breeding Ornamental Plants. Timber Press, Portland, OR

- Meerow, A. W., R. Cruden. Liliaceae in Flora of the Venezuelan Guayana. Timber Press, Portland, OR

- Meerow, A. W., D. A. Snijman. Amaryllidaceac in (K. Kubitzki, ed.) Families and Genera of Vascular Plants. Berlín: Springer-Verlag. Sci.

- Meerow, A. 1984. Two new species of pancratioid Amaryllidaceae from Peru and Ecuador. Brittonia 36: 18-25

- Meerow, A. W. 1984. Karyotype evolution in the Amaryllidaceae. HERBERTIA 40: 139-154

- Meerow, A. W. 1985. A new species of Eucrosia and a new combination in Stenomesson. (Amaryllidaceae). Brittonia 37: 305-309

- Meerow, A. W. 1985. Notes on Florida Zephyranthes. HERBERTIA 41: 86-94

- Meerow, A. W. 1985. Eucrosia stricklandii (Baker) Meerow (Amaryllidaceae), a prior epithet for E. brachyandra Meerow & Dehgan. Phytologia 58: 499-500

- Meerow, A. W. 1986. Eucrosia stricklandii var. montana and the identity of Phaedranassa loxana (Amaryllidaceae). Phytologia 60: 101-103

- Meerow, A. W. 1986. Proposal to supplement Art. 37 [of the ICBN] regarding valid publication. Taxon 35: 608

- Meerow, A. W. 1987. New species of Phaedranassa and Eucharis (Amaryllidaceae). Sida 12: 29-49

- Meerow, A. W. 1987. A monograph of Eucrosia (Arnaryilidaceae). Syst. Bot. 12: 460-492

- Meerow, A. W. 1987. The identities and systematic relationships of Mathieua Klotzsch and Plagiolirion Baker (Amaryllidaceae). Taxon 36: 566-572

- Meerow, A. W. 1987. Chromosome cytology of Eucharis, Caliphruria, and Urceolina (Amaryllidaceae). Amer. J. Bot. 74: 1559-1575

- Meerow, A. W. 1987. Biosystematics of tetraploid Eucharis (Amaryllidaceae). Ann. Missouri Bot. Gard. 74: 291-309

- Meerow, A. W. 1988. New trends in amaryllis (Hippeastrum) breeding. Proc. Fl. State Hort. Soc. 101: 285-288

- Meerow, A. W. 1989. Biosystematics of two sympatric species of Eucharis. Pl. Syst. & Evol. 166: 11-30

- Meerow, A. W. 1989. Systematics of the Amazon lilies, Eucharis and Caliphruria (Amaryllidaceae). Ann. Missouri Bot. Gard. 76: 136-220

- Meerow, A. W. 1989. Systematics and evolution of the Stenomesseae (Amaryllidaceae). HERBERTIA 45: 138-151

- Meerow, A. W. 1990. 202, Amaryllidaceae in Flora of Ecuador (G. Harling, ed.), n.º 41. Univ. of Goteborg

- Meerow, A. W. 1994. Container production of palms. Acta Hortic. 360: 173-179

- Meerow, A. W. 1994. Field production of palms. Acta Hortic. 360: 181-188

- Meerow, A. W. 1994. Fungicide treatment of pygmy date palm seeds affects seedling emergence. HortScience 29: 1201

- Meerow, A. W. 1994. Growth of two subtropical ornamentals using coir dust (coconut mesocarp pith) as a peat substitute. HortScience 29: 1484-1486

- Meerow, A. W. 1995. Growth of two tropical foliage plants using coir dust as a container media amendment. HortTechnology 5: 237-239

- Meerow, A. W. 1997. Response to Müller-Doblies & M¸ller-Doblies (1996), Feddes Repertorium 108 (7-8): S.c. 1-3

- Meerow, A. W. 1997. Coconut coir dust as a substitute for peat in Horticulture. Biocycle 26:

- Meerow, A. W. and T. K. Broschat. 1991. Anatomical aspects of nutrient deficiencies in Queen palm. HortScience 26: 581-583.

- Meerow, A. W. and T. K. Broschat. 1996. Growth of hibiscus in media amended with a cremaic diamtomaceous earth granule and treated with a kelp extract. HortTechnology 6: 70-73.

- Meerow, A. W., T. K. Broschat and M. E. Kane. 1992. Breeding of new Hippeastrum cultivars using diploid species. Acta Hortic. 325: 583-589.

- Meerow, A. W. and B. Dehgan. 1984. Re-establishment and lectotypification of Eucharis amazoriica Linden ex Planchon (Amaryl lidaceae). Taxon 33: 416-422.

- Meerow, A. W. and B. Dehgan. 1984. Proposal to conserve Eucharis against Caliphruria (Amaryllidaceae). Taxon 33: 516-517.

- Meerow, A. W. and B. Dehgan. 1985. A new species and a new combination in Eucrosia Ker-Gawl. (Amaryllidaceae). Brittonia 37: 47-55.

- Meerow, A. W. and B. Dehgan. 1985. The auriculate pollen grain of Hymenocallis quitoensis Herb. (Amaryllidaceae) and its systematic implications. Amer. J. Bot. 72: 540-547.

- Meerow, A. W., N. B. Dehgan and B. Dehgan. 1986. Pollen tetrads in Stenomesson elwesii (Amaryllidaceae). Amer. J. Bot. 73: 1642-1644.

- Meerow, A. W. and B. Dehgan, 1988. Pollen morphology of the Eucharideae. Amer. J. Bot. 75: 1857-1870.

- Meerow, A. W. and L. R. Hodyss. 1990. Growth of Spathiphyllum 'Tasson' in recycled waste product composts. Foliage Digest 13(10): 1-3.

- Meerow, A. W. and F. Meyer. 1998. Alstroemeria 'Las Olas' PPAF, a semi-dwarf, tetraploid hybrid selection for hot climates. HortSci: in press.

- Meerow, A. W. and P. Silvers tone-Sopkin. 1995. The rediscovery of Plagiolirion horsmannii Baker (Amaryllidaceae). Brittonia 47: 426-431.

- Meerow, A. W. and A. F. C. Tomolato. 1996. The Alstroemerias of Itatiaia. HERBERTIA 51: 14-21.

- Meerow, A. W. M. Roh and R. S. Lawson. 1992. Breeding of Eucrosia (Amaryllidaceac) for cutflower and pot production. Acta Hortic. 325: 555-560.

- Meerow, A. W., S. E. Svenson and M. E. Kane. 1994. DCPTA inhibits growth and flowering of amaryllis. HortScience 29: 1149-1150.

- Meerow, A. W., J. van Scheepen and J. H. A. Dutilh. 1997. Transfers from Amaryllis L. to Hippeastrum Herb. (Amaryllidaceae). Taxon 46: 15-19.

- Backhaus, R. A., G. R. Pettit III, D. S. Huang, G. R. Pettit, G. Groszek, J. C. Odgers, J. Ho, A. W. Meerow. 1992. Biosynthesis of the antineoplastic pancratistaten following tissue culture of Hymenocallis littoralis (Amaryllidaceae). Acta Hort. 320: 364-366.

- Black, R. J. and A. W. Meerow. 1989. Landscaping to conserve energy. Proc. Fl. State Hort. Soc. 102: 142-144.

- Donselman, H., T. K. Broschat, and A. W. Meerow. 1988. Select-A-Plant, a landscape plant retrieval system for Florida ornamentals. Proc. Fl. State Hort. Soc. 101: 117.

- Gereau, R. E., A. W. Meerow and L. Brako. 1993. New combinations in Hippeastrum, Ismene and Leptochiton (Amaryllidaceae) for the Flora of Peru. Novon 3: 28-30.

- Giblin-Davis, R. M., A. W. Meerow, F. G. Bilz. 1992. Host suitability of Ixora spp. for the root-knot nematodes Meloidogyne incógnita Race 1 and M. javanica. Supp. J. Nematology 24: 722-728

- Haydu, J. J., A. W. Meerow and G. Sitaras. 1991. Buyer perceptions of foliage trade shows: implications for marketing. J. Env. Hort. 9: 75-79

- Haydu, J. J. And A. W. Meerow. 1994. Profiling buyer opinions in industry trade exhibitions. HortTechnology 4: 163-165.

- Howard, F. W. and A. W. Meerow. 1994. Effect of mahogany shoot borer on growth of West Indian mahogany in Florida. J. Trop.Forest Sci. 6: 201-203.

- Pettit, G. R., G. R. Pettit III, R. A. Backhaus, M. R. Boyd and A. W. Meerow. 1993. Antineoplastic agents 256. Cell growth inhibitory isocarbostyrils from Hymenocallis. J. Nat. Prod.: 56: 1682-1687.

- Pettit, G. R., G. B. Pettit III, G. Groszek, R.A.Backhaus, D. L. Doubek and A. W. Meerow. 1995. Antineoplastic agents 301. An investigation of the genus Hymenocallis Salibury (Amaryllidaceae). J. Nat. Prod. 58: 756-759.

- Roh, M. S. and A. W. Meerow. 1992. Flowering of Eucrosia as influenced by bulb weight. HortScience: 1227.

- Rob, M. S., K. C. Gross, R. S. Lawson and A. W. Meerow. 1992. Flower bud initiation and development of Eucrosia bicolor as influenced by bulb storage temperatures. Acta Hortic. 325: 105-111.

- Yang, S. L. and A. W. Meerow. 1996. The Cycas pectinata (Cycadaceae) complex: genetic structure and gene flow. Intl. J. Plant Sci. 157: 468-483.

- Yang, S. L. and A. W. Meerow. 1997. Genetic variation in Chinese cycad populations. Pp 71-82 in S. Chen and D. W. Stevenson (eds.), Proc. of the IV International Symposium on Cycad Biology, Pekín

- Meerow, A. W. and F. Meyer. 1998. Alstroemeria 'Las Olas'PPAF, a semi-dwarf, tetraploid hybrid selection for hot climates. HortSci. 33: 758-759.

- Meerow, A. W., A. F. C. Tombolato and F. Meyer. 1999. Two new species of Alstroemeria L. (Alstroemeriaceae) from Brazil. Brittonia 51: 439-444.

- Meerow, A. W., M. F. Fay, C. L. Guy, Q-B. Li, F. Q. Zaman, and M. W. Chase. 1999. Systematics of Amaryllidaceae based on cladistic analysis of plastid rbcL and trnL-F sequence data. Amer. J. Bot. 86: 1325-1345.

- Meerow, A. W. 2000. ‘Rio’, ‘Sampa’, and ‘Bahia’, three new triploid amaryllis cultivars. HortSci 35: 147-149.

- Meerow, A. W., C. L. Guy, Q-B. Li, and S-L. Yang. 2000. Phylogeny of the American Amaryllidaceae based on nrDNA ITS sequences. Syst. Bot. 25: 708-726.

- Preuss, K. D. and A. W. Meerow. 2000. Griffinia alba (Amaryllidaceae), a new species from northeastern Brazil. Novon 10: 230-233.

- Meerow, A. W. and D. A. Snijman. 2001. Phylogeny of Amaryllidaceae tribe Amaryllideae based on nrDNA ITS sequences and morphology. American J. of Botany 88: 2321-2330

- Meerow, A. W., C. McMaster and R. McMaster. 2001. Dietes iridioides ‘Amatola’, a dwarf cultivar of African iris. HortScience 36: 1347-1348.

- Meerow, A. W. 2002. The new phylogeny of the lilioid monocotyledons. Acta Horticulturae 570: 31-45.

- Meerow, A. W., K. D. Preuss and A. F. C. Tombolato. 2002. Griffinia (Amaryllidaceae), a critically endangered Brazilian geophyte with horticultural potential. Acta Horticulturae 570: 57-64.

- Meerow, A. W., C. L. Guy, Q-B. Li, and J. R. Clayton. 2002. Phylogeny of the tribe Hymenocallideae (Amaryllidaceae) based on morphology and molecular characters. Ann. Missouri Bot. Gard. 89: 400-413.

- Meerow, A. M., R. Weisser, J. Steven Brown, D. N. Kuhn, and R. J. Schnell, 2002. Analysis of genetic diversity and population structure within Florida coconut (Cocos nucifera L.) germplasm using microsatellite DNA, with special emphasis on the Fiji Dwarf cultivar.. Theoretical and Applied Genetics 106: 715-726.

- Meerow, A. W., D. Lehmiller and J. R. Clayton. 2003. Phylogeny and biogeography of Crinum L. (Amaryllidaceae) inferred from plastid and nuclear non-coding DNA sequences. Botanical J. of the Linnean Soc. 141: 349-363

- Kuhn, D. N., M. Heath, R. W. Weisser, J. S. Brown, A. M. Meerow, U. Lopez, and R. J. Schnell. 2003. Resistance Gene Homologues in Theobroma cacao as useful genetic markers. Theoretical and Applied Genetics 107: 191-202.

- Meerow, A. W. and J. R. Clayton. 2004. Generic relationships of the baccate-fruited Amaryllidaceae (tribe Haemantheae). Plant Systematics and Evolution 244: 141 - 155.

- Meerow, A. W., R. J. Schoellhorn, and M. Kartuz. 2004. Four cultivars of Iochroma. HortScience 39: 194-197.

- Meerow, A. W. and H. van der Werff. 2004. Pucara (Amaryllidaceae) reduced to synonymy with Stenomesson on the basis of nuclear and plastid DNA spacer sequences, and a new related species of Stenomesson. Syst. Bot. 29: 511-517.

- Ayala-Silva, T., R. Schnell, A. Meerow, R. Goenaga and F. Zee. 2004. Current status of the subtropical and tropical germplasm repositories of the national plant germplasm system. Proc. Fl. State Hort. Soc. 117: 182-187.

- Vendrame, W. A., J. F. Garofalo and A. W. Meerow. 2004. Effects of light duration on flower development in blood lily. Proc. Fla. State Hort. Soc. 117: 341-345.

- Meerow, A. W. and T. Ayala-Silva. 2005. Polygala myrtifolia 'Chapman Field', an ever-blooming subtropical flowering shrub. HortScience 40: 864-865.

- Meerow, A. W., M. Gideon, D. N. Kuhn, and R. J. Schnell. 2005. Isolation and characterization of 10 microsatellite loci from Iris hexagona (Iridaceae). Mol. Ecol. Notes 5: 410-412

- Meerow, A. W., M. S. Roh and R. J. Schnell. 2005. Sixteen microsatellite loci from Halesia tetraptera (Styracaceae). Mol. Ecol. Notes 5: 777-779

- Ayala-Silva, T., R. J. Schnell, A. W. Meerow, M. Winterstein, C. Cervantes and J. S. Brown. 2005. Determination of color and fruit traits of half-sib families of mango (Mangifera indica L.) Proc. Fla. State Hort. Soc. 118: 253-257

- Givnish, T.J., J C. Pires, S. W. Graham, M. A. McPherson, L. M. Prince, T. B. Patterson, H. S. Rai, E. H. Roalson, T. M. Evans, W. J. Hahn, K. C. Millam, A. W. Meerow, M. Molvray, P. J. Kores, H. E. O’Brien, J. C. Hall, W. J. Kress, and K. J. Sytsma. 2005. Repeated evolution of net venation and fleshy fruits among monocots in shaded habitats confirms a priori predictions: evidence from an ndhF phylogeny. Proc. of the Royal Society, Series B 272: 1481-1490

- Kuhn, D. J., J. Borone, A. W. Meerow, J. C. Motamayor, J. S. Brown and R. J. Schnell. 2005. Single strand conformation polymorphism analysis of candidate genes for reliable identification of alleles by capillary array electrophoresis. Electrophoresis 26: 112-125

- Schnell, R. J., C. T. Olano, J. S. Brown, A. W. Meerow, T. Meneres, C. Nagai, and J. C. Motamayor. 2005. Retrospective determination of a parental population of superior Theobroma cacao L. seedlings and association of microsatellite alleles with productivity. J. of the American Society for Horticultural Sci. 130: 181-190

- Schnell, R. J., C. T. Olano, W. E. Quintanilla and A. W. Meerow. 2005. Isolation and characterization of 15 microsatellite loci from mango (Mangifera indica L.) and cross-species amplification in closely related taxa. Mol. Ecol. Notes 5: 625-627.

- Meerow, A. W. and D. A. Snijman. 2005. The never-ending story: multigene approaches to the phylogeny of Amaryllidaceae, and assessing its familial limits. Aliso 22: 353-364.

- Meerow, A. W. 2005. Molecular genetic characterization of new floricultural germplasm. Acta Horticulturae 43-62.

- Oleas N. H., A. W. Meerow and J. Francisco-Ortega. 2005. Isolation and characterization of eight microsatellite loci from Phaedranassa tunguraguae (Amaryllidaceae). Mol. Ecol. Notes 5:791-793.

- Meerow, A. W., J. Francisco-Ortega, D, N. Kuhn and R. J. Schnell. 2006. Phylogenetic relationships and biogeography within the Eurasian clade of Amaryllidaceae based on plastid ndhF and nrDNA ITS sequences: lineage sorting in a reticulate area? Systematic Botany 31: 42-60.

- Givnish, T.J., J C. Pires, S. W. Graham, M. A. McPherson, L. M. Prince, T. B. Patterson, H. S. Rai, E. H. Roalson, T. M. Evans, W. J. Hahn, K. C. Millam, A. W. Meerow, M. Molvray, P. J. Kores, H. E. O’Brien, J. C. Hall, W. J. Kress, and K. J. Sytsma. 2005. Relationships of monocots based on the highly informative cpDNA gene ndhF: evidence for widespread concerted convergence. Aliso 22: 27-50.

- Schnell, R. J., J. S. Brown, C. T. Olano, A. W. Meerow, R. J. Campbell and D. N. Kuhn. 2006. Mango genetic diversity analysis and pedigree inferences for Florida cultivars using microsatellite markers. J. of the Am. Soc. for Horticultural Sci. 131: 214-224

- Cervantes-Martínez, C., J. S. Brown, R. J, Schnell, J. C. Motamayor, A. W. Meerow and D. Zhang. 2006. A computer simulation study on the number of loci and trees required to estimate genetic variability in cacao (Theobroma cacao L.). Tree Genetics and Genomics 2: 152-164.

- Kuhn, D. D., G. Narasimhan, K. Nakamura, J. S. Brown, R. J. Schnell and A. W. Meerow. 2006. Identification of cacao TIR-NBS-LRR resistance gene homologues and their use as genetic markers. J. Amer. Soc. Hort. Sci. 131: 806-813.

- Mauro-Herrera, M., A. W. Meerow, J. W. Borrone, D. N. Kuhn and R. J. Schnell. 2006. Ten informative markers developed from WRKY sequences in coconut (Cocos nucifera). Mol. Ecol. Notes 6: 904-906.

- Meerow, A. W. and K. Nakamura. 2007. Ten microsatellite loci from Zamia integrifolia (Zamiaceae). Mol. Ecol. Notes 7: 824-826.

- Meerow A. W., D. W. Stevenson, J. Moynihan and J. Francisco-Ortega. 2007. Unlocking the coontie conundrum: the potential of microsatellite DNA studies in the Caribbean Zamia pumila complex (Zamiaceae). Mem. N. Y. Bot. Gard. 98: 484-518.

- Meerow, A. W., M. Gideon, D. N. Kuhn, J. C. Motamayor, and K. Nakamura. 2007. Genetic structure and gene flow among South Florida populations of Iris hexagona Walt. (Iridaceae) assessed with 19 microsatellite DNA loci. Internat. J. of Plant Sci. 168: 1291–1309

- Moynihan, J., A.W. Meerow and J. Francisco-Ortega. 2007. Isolation, characterization and cross-species amplification of microsatellite loci in the cycad genus Dioon (Zamiaceae). Potential utilization in population genetics studies of Dioon edule. Mol. Ecol. Notes 7: 72-74.

- Borrone, J. W., A. W. Meerow, D. N. Kuhn, B. A. Whitlock, and R. J. Schnell. 2007. The potential of the WRKY gene family for phylogenetic reconstruction: an example from the Malvaceae. Molecular Phylogentics and Evolution 44: 1141-1154.

- Francisco-Ortega, J., E. Santiago-Valentín, P. Acevedo-Rodríguez, Carl Lewis, John Pipoly III, A. W. Meerow and M. Maunder. 2007. Seed plant genera endemic to the Caribbean Island biodiversity hotspot: a review and a molecular phylogenetic perspective. Botanical Review 73: 183-234.

- Mauro-Herrera, M., A. W. Meerow, J. W. Borrone, D. N. Kuhn, R. J. Schnell. 2007: Usefulness of WRKY gene-derived markers for assessing genetic population structure: An example with Florida coconut cultivars. Scientia Hort. 115: 19-26.

- Meerow, A. W., T. Ayala-Silva. 2008. ‘Miami Sunrise’, ‘Miami Sunset’, ‘Tangelo’: three cultivars of Tecoma guarume. HortSci. 43: 546-548